# 알티스
알티스(Altice)는 네덜란드의 통신회사이다. AEX 지수에 상장되어 있다.